# Il Giornale dell'Arte
Il Giornale dell'Arte è un periodico mensile dedicato al mondo dell'arte pubblicato dalla casa editrice torinese Allemandi.

## Storia
Il Giornale dell’Arte è il punto di riferimento dell’informazione culturale del sistema dell’arte italiano e internazionale da 42 anni. Fin dalla sua fondazione nel 1983, si è distinto per un approccio rigoroso, indipendente e puntuale, con l’obiettivo di raccontare le storie, i protagonisti e la quotidianità dell’ecosistema artistico nelle sue infinite sfaccettature. 
Concepito come un quotidiano, pur avendo periodicità mensile, Il Giornale dell’Arte è composto da sei testate internazionali in grado di offrire la più vasta visione del comparto artistico globale, pubblicando dalle 500 alle 600 notizie al giorno sulla propria piattaforma digitale (www.ilgiornaledellarte.com). Inoltre, ogni mese, pubblica tra le 100 e le 200 pagine di contenuti originali che compongono la storica edizione cartacea, tirata in oltre 20.000 copie, frutto di un lavoro redazionale attento e competente: ogni numero è concepito come un progetto editoriale compiuto, con firme autorevoli e un’impostazione critica che mantiene uno standard di altissimo profilo, contributi di estrema qualità e un linguaggio chiaro ed efficace. Un impegno editoriale continuo e costante che garantisce una copertura ampia, tempestiva e approfondita dell’attualità culturale nazionale e internazionale, grazie alla realizzazione di inchieste, interviste, anteprime, esclusive, analisi e focus, corredati dalla pubblicazione mensile di inserti speciali e rapporti annuali dedicati ai grandi temi dell’attualità.
A dicembre 2024, Il Giornale dell’Arte è stato acquisito da una solida compagine societaria che unisce Intesa Sanpaolo, Fondazione 1563 per l’Arte e la Cultura della Compagnia di San Paolo e Fondazione Cassa di Risparmio di Cuneo. Il nuovo assetto societario ha l'obiettivo di rafforzare ulteriormente il suo ruolo come player di assoluto riferimento nel mercato dell’informazione, assicurando continuità nell’impegno per la divulgazione culturale e sostenendo l’innovatività dei suoi progetti editoriali.

## Contenuti
Ogni numero si articola al suo interno in nove sezioni specializzate:
- Archeologia
- Economia
- Fotografia
- Libri
- Musei
- Notizie e politica
- Mostre
- Opinioni & Documenti
- Restauro

Al periodico sono allegate alcune riviste. Si tratta di “Vernissage”, rivista fotografica contenente al suo interno l'inserto “Il Giornale delle Mostre”, di “RA. Rapporto Annuale”, di “Vademecum” e di “Vedere a”, dedicate di volta in volta ad argomenti e realtà artistiche differenti.

## Edizioni in altre lingue
Esistono versioni autonome del periodico in lingua: inglese The Art Newspaper, russa The Art Newspaper Russia, cinese The Art Newspaper China, francese Journal des Arts e greca Ta Nea Tes Technis.
Per alcuni anni fu pubblicata una versione in spagnolo, el Periodico del Arte.